# Rhizanthella
Rhizanthella je malý rod orchidejí, tedy rostlin z čeledi vstavačovitých. Obsahuje 4–5 druhů, všechny se vyskytují pouze v Austrálii. Jsou to nezelené mykoheterotrofní rostliny s podzemním způsobem života. Vzhledem ke své vzácnosti patří mezi silně až kriticky ohrožené druhy. Jejich objev roku 1928 způsobil mezinárodní senzaci; stejně jako tento i všechny další objevy byly dílem náhody až do prvních systematických průzkumů po roce 1978. I potom se však podařilo objevit stanoviště těchto rostlin jen výjimečně a s notnou dávkou štěstí; předpokládá se, že další druhy doposud čekají na své objevení.

## Popis

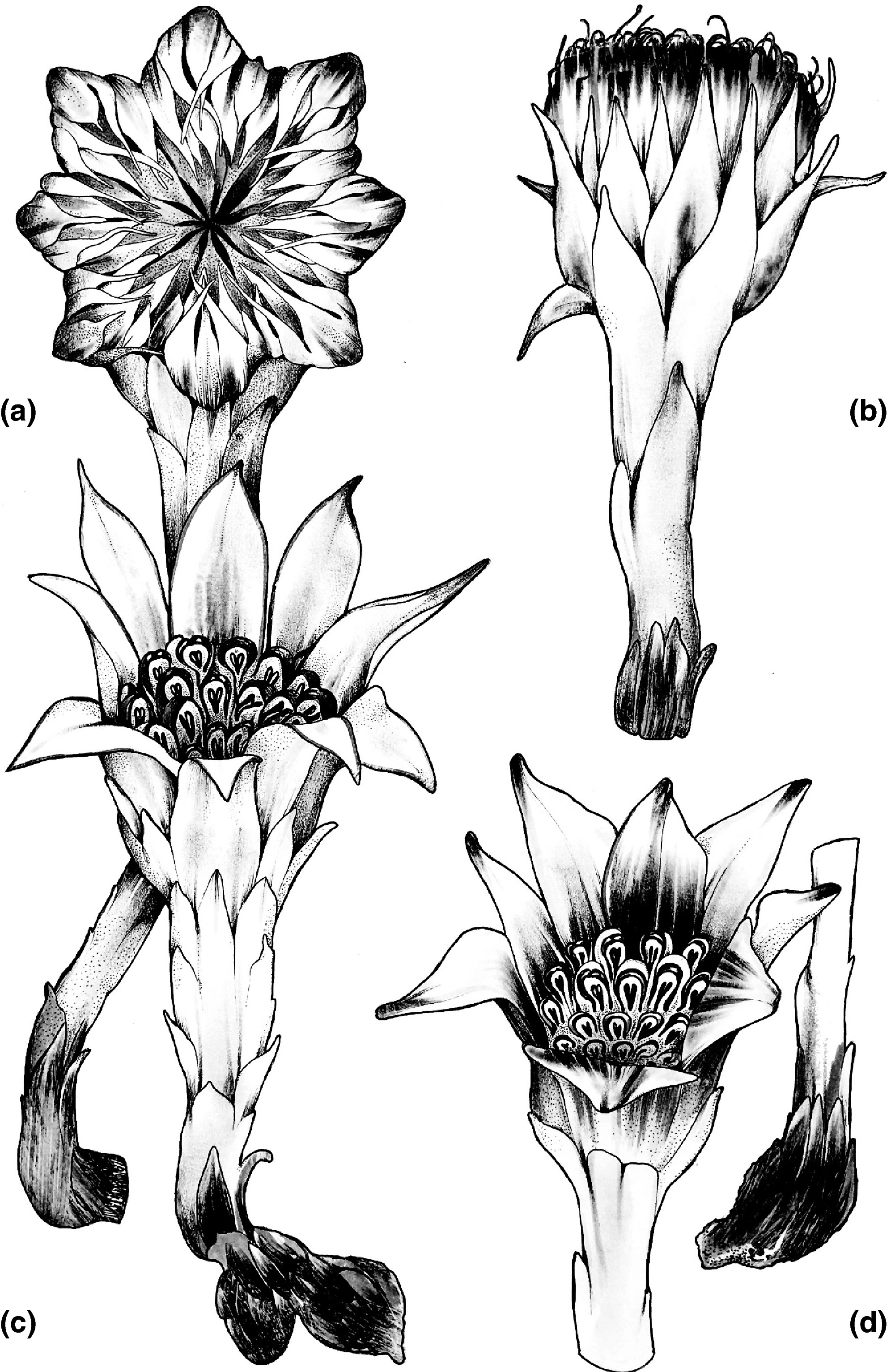
Nákres celkového habitu rostliny

Drobné (jen 3–15 cm) vytrvalé byliny rostoucí všemi svými částmi pod zemí. Stonek je dužnatý, bílý, někdy se sympodiálně větví v uzlinách pod přitisklými šupinatými listy (katafyly), čímž se též klonálně rozrůstá. Celá rostlina postrádá chlorofyl a neprovádí tedy fotosyntézu, vyživuje se pouze mykotrofně, tedy s pomocí mykorhizních hub.
Na horním konci stonku vyrůstá zploštělé hlávkovité květenství o průměru 1,5–2,5 cm, s mnoha (až 100) drobnými načervenalými květy, které je obklopené dokola krémově zbarvenými listeny. Vyrůstá pod zemí nebo v úrovni země, pak bývá často skryto pod nánosy spadaného listí, naváté půdy apod., takže nad zemský povrch dosahují jen špičky listenů. Okvětní lístky jsou částečně srostlé do kápovitého až přilbovitého útvaru okolo pysku a křídlatého sloupku. Opylovací mechanismus květů není dosud znám, předpokládá se, že se děje pomocí drobných mušek nebo mravenců. Plodem je nepukavá, masitá, dlouho zrající tobolka obsahující 50–100 semen, která jsou rozšiřována pravděpodobně vačnatci, kteří je požírají, nebylo to však dosud prokázáno.

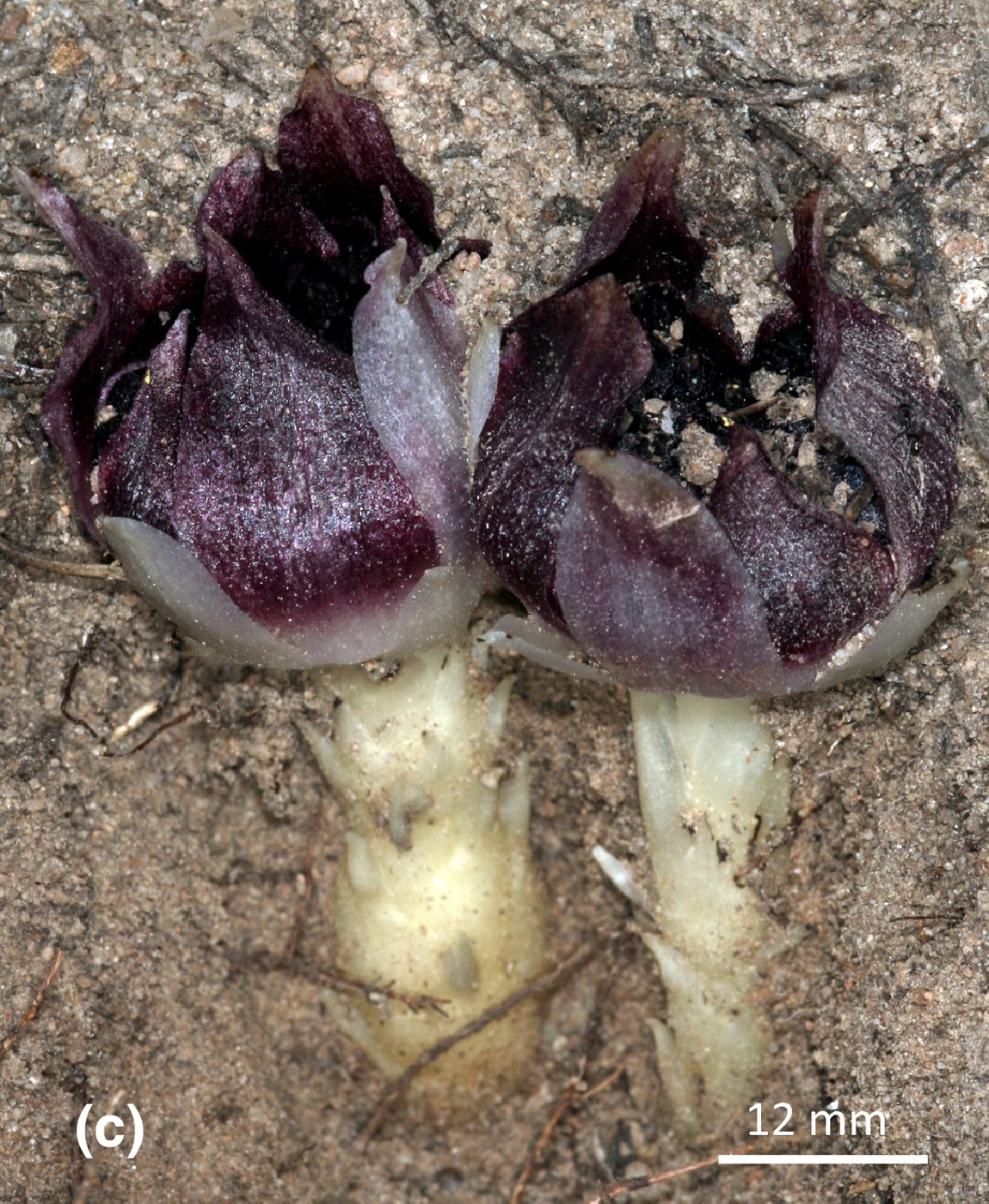
Detail odkryté rostliny s měřítkem

## Ekologie a rozšíření
Uznávají se doposud 4 druhy (pátý, Rhizanthella speciosa, byl objeven teprve roku 2016 a dosud nebyl oficiálně uznán), všechny se vyskytují pouze v Austrálii a jsou známy pouze z několika málo izolovaných stanovišť; celkový známý počet jedinců u nejdříve objevené Rhizanthella gardneri je 20. Přesná lokalizace rostlin je držena v tajnosti.
Většina druhů vyrůstá ve sklerofylních lesích a kajeputových křovinách, většinou v suchých oblastech Západní Austrálie, Queenslandu a Nového Jižního Walesu; pouze druh Rhizanthella speciosa roste i ve vlhkých a stinných eukalyptových lesích. Vzhledem k závislosti některých druhů, např. Rhizanthella gardneri, na houbách formujících mykorhizní vztahy s keři kajeputu (Melaleuca spp.) je předpokládáno, že formují nepřímý trofický vztah právě s tímto keřem (tento vztah lze popsat jako nepřímý parazitismus).

## Taxonomie
V rámci veliké čeledi vstavačovitých je rod zařazen do podčeledi Orchidoideae, tribu Diurideae a monotypického subtribu Rhizanthellinae, jejich poznání je však doposud velmi limitované. Vzdálenost několika tisíc kilometrů mezi jednotlivými lokalitami svádí k hypotéze, že tyto orchideje jsou reliktem dávného období před aridizací australského vnitrozemí.